# Khoreybeh
Khoreybeh (persiska: خریبه, Khoreybeh-ye Mahyūb) är en ort i Iran.   Den ligger i provinsen Khuzestan, i den västra delen av landet, 700 km söder om huvudstaden Teheran. Khoreybeh ligger 2 meter över havet och antalet invånare är 112.
Terrängen runt Khoreybeh är mycket platt. Runt Khoreybeh är det ganska tätbefolkat, med 129 invånare per kvadratkilometer. Närmaste större samhälle är Abadan, 8,1 km öster om Khoreybeh. Trakten runt Khoreybeh är ofruktbar med lite eller ingen växtlighet.